# 聚合瘦果
聚合瘦果是与蔷薇果类似的另一类聚合果。
由一朵花的子房发育而成，在此类植物的花常常有离生心皮雌蕊，每枚雌蕊各自发育成一个相对独立的果实，最终形成聚集在一个花萼上的聚合瘦果。如：毛茛Buttercup等。
与蔷薇果的区别：聚合瘦果由若干瘦果聚集着生于突起的花萼表面形成，蔷薇果由若干瘦果聚集着生于凹陷的花萼中形成。